# Мечешу-де-Жос (комуна)
Мечешу-де-Жос (рум. Măceșu de Jos) — комуна у повіті Долж в Румунії. До складу комуни входять такі села (дані про населення за 2002 рік):
- Мечешу-де-Жос (1206 осіб)
- Сепата (449 осіб)

Комуна розташована на відстані 199 км на захід від Бухареста, 50 км на південь від Крайови.

## Населення
За даними перепису населення 2002 року в комуні проживали 1655 осіб.
Національний склад населення комуни:
| Національність | Кількість осіб | Відсоток |
| -------------- | -------------- | -------- |
| румуни         | 1646           | 99,5%    |
| цигани         | 9              | 0,5%     |

Рідною мовою назвали:
| Мова      | Кількість осіб | Відсоток |
| --------- | -------------- | -------- |
| румунська | 1651           | 99,8%    |
| циганська | 4              | 0,2%     |

Склад населення комуни за віросповіданням:
| Релігія     | Кількість осіб | Відсоток |
| ----------- | -------------- | -------- |
| православні | 1648           | 99,6%    |
| адвентисти  | 6              | 0,4%     |
| бретрени    | 1              | 0,1%     |